# Uma Fada nos Meus Olhos
Uma fada nos meus olhos foi o primeiro livro infantil do poeta e músico Paulinho Pedra Azul. O livro reune 13 poemas e é ilustrado pelo artista plástico e professor Humberto Guimarães.
"Desde pequeno, sou ligado na natureza. Estrelas, lua, nos céus, árvores, pássaros me inspiraram estes poemas. Desejo levar para as crianças uma pequena luz de iluminar corações." (Paulinho Pedra Azul, 1989)